# 甘棠镇 (黄山市)
甘棠镇，是中华人民共和国安徽省黄山市黄山区下辖的一个乡镇级行政单位。

## 行政区划
甘棠镇下辖以下地区：
甘棠社区、凤凰村、弦瑞村、玉河村、大桥村、民主村、庄里村、兴村村、十字畈村和张家埂村。